# Katoliški obzornik
Katoliški obzornik je bila katoliška revija za veraska, filozofska, kulturna in sociološka vprašanja.
Katološki obzornik, ki je izhajal od 1897 do 1906, je v imenu Leonove družbe začel izdajati A.Ušeničnik kot nadaljevanje in delno preusmeritev Mahničevega Rimskega katolika. 
Ušeničnik je revijo urejal do konca izhajanja (razen v letu 1901) in v tem času večino prispevkov tudi sam napisal. K reviji pa je pritegnil tudi več mladih katoliških razumnikov. Obzornik je objavljal razne strokovne in načelne filozofske (J.E. Krek), zgodovinske (F.K. Lukman, Josip Benkovič, F.K. Lukman) in za slovanski Vzhod odprte razprave in poročila (F. Grivec).
Katoliški obzornik je po katoliških načelih ocenjeval in presojal posamezne domače in evropske književne tokove in avtorje. Po sklepu Leonove družbe ga je nasledil mesečnik Čas.